# 1937 en Alberta
Chronologie de l'Alberta
- 1933
- 1934
- 1935
- 1936
- 1937
- 1938
- 1939
- 1940
- 1941

Cette page concerne des événements qui se sont produits durant l'année 1937 dans la province canadienne de l'Alberta.

## Politique
- Premier ministre : William Aberhart du Crédit social
- Chef de l'Opposition :
- Lieutenant-gouverneur : Philip Carteret Hill Primrose puis John Campbell Bowen
- Législature :

## Naissances
- 6 janvier : Norman Douglas Barkley, dit Doug Barkley, (né à Lethbridge ), défenseur de hockey sur glace devenu entraîneur. Il a notamment évolué dans la Ligue nationale de hockey avec les Black Hawks de Chicago et les Red Wings de Détroit.

- 2 septembre : Len Carlson, acteur canadien né le 2 septembre 1937 et décédé le 26 janvier 2006 en Ontario.

- 10 septembre : Desmond Dillon Paul Morton (né à Calgary-4 septembre 2019[1]), historien canadien spécialisé dans l'histoire des Forces armées canadiennes et des relations politiques et industrielles et dans les nationalismes du Canada.

- 4 octobre : Gail Gilmore, née Gail Gerber[2]  à Edmonton et morte le 2 mars 2014 (à 76 ans) à Sharon dans le Connecticut, actrice et danseuse canadienne.